# Понте Ђакоја (Потенца)
Понте Ђакоја (итал. Ponte Giacoia) је насеље у Италији у округу Потенца, региону Базиликата.
Према процени из 2011. у насељу је живело 89 становника. Насеље се налази на надморској висини од 370 м.